# Montanay

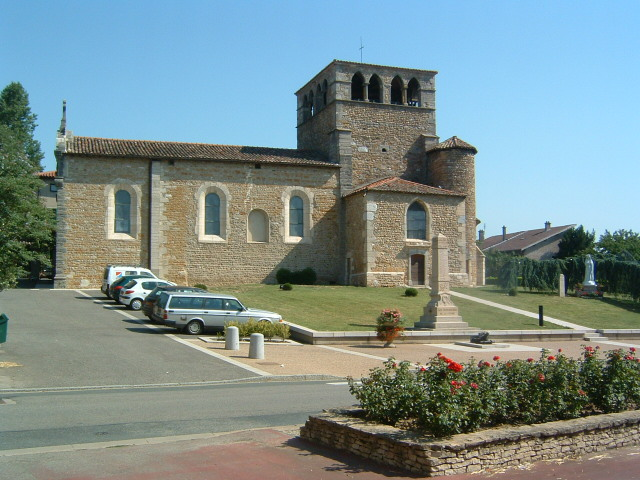
Kościół św. Piotra w Montanay, 2006

Montanay – miejscowość i gmina we Francji, w regionie Owernia-Rodan-Alpy, w departamencie Rodan.
Według danych na rok 1990 gminę zamieszkiwało 1835 osób, a gęstość zaludnienia wynosiła 256 osób/km² (wśród 2880 gmin regionu Rodan-Alpy Montanay plasuje się na 471. miejscu pod względem liczby ludności, natomiast pod względem powierzchni na miejscu 1345.).